# Protobaena
Protobaena es un género extinto de tortuga baénida del Cretácico Inferior de Wyoming.

## Taxonomía
La especie tipo de Protobaena, P. wyomingensis, fue originalmente nombrada Neurankylus wyomingensis por Charles Gilmore en 1919 sobre la base de USNM 7581, un caparazón posterior del Thermpolis Shale de Wyoming. Joyce y Lyson (2015) lo recuperaron como un baenido basal y erigieron Protobaena para N. wyomingensis.